# ザビード
ザビード（アラビア語: زبيد Zabīd）は、イエメンの西部に位置するフダイダ県に属する都市である。紅海から20kmほど内陸に位置している。豊かな農業生産と交易により、ザビードにはイエメンにおけるいくつかの王朝の首都が置かれたほか、宗教・学術の中心としても栄えた。しかし、16世紀後半以降街が衰微すると地域の中心はフダイダに移り、以後のザビードは地方の小都市となっている。
13世紀から16世紀前半にかけて、イエメンだけではなくインド洋一帯のイスラーム諸地域における教育・宗教の中心地でもあったことから、1993年に｢古都ザビード｣としてUNESCOの世界遺産リスト（文化遺産）へ登録された。

## 地理
ザビードは紅海沿岸にひろがるティハーマ平野に位置し、「ワーディー・ザビード」と「ワーディー・リマア」と呼ばれる2つのワジ（涸れ川）に挟まれた都市である。晩春と晩夏にはアフリカ大陸から吹く南西モンスーンの影響によってワジに水が流れるため、これを利用した農業が行われている。ザビードの街は紅海には面していないが、歴史的にアラビア半島の陸上交易路と紅海・インド洋の海上交易路を結ぶ結節点の役割を果たしてきた。またメッカへの巡礼路上に位置する交通の要衝でもあった。
ラスール朝期のザビードでは、綿花、アカネ、トウキビ、ゴマなどの作物が栽培されていた。

## 歴史

### 町の建設
ザビードの歴史は、9世紀初頭にアッバース朝のカリフ、マアムーンがティハーマ地方で起きた部族反乱を鎮圧するため、ムハンマド・イブン・ズィヤードを派遣したことにさかのぼる。鎮圧後の統治も任されたイブン・ズィヤードは現在のザビードに城塞を建設し、これが発展して都市となった。
イブン・ズィヤードは819年にアッバース朝から自立すると、ズィヤード朝を建国しザビードを首都とした。ズィヤード朝は1018年に滅亡するが、その後イエメンを支配したナジャフ朝も1022年から1158年にかけて首都とした。ナジャフ朝滅亡後にザビードはマフディー朝の支配下に置かれたが、1173年にマフディー朝はエジプトのアイユーブ朝によって滅ぼされ、ザビードはアイユーブ朝の支配下に入る。
建設当初は一軍事拠点に過ぎなかったザビードだが、すでに10世紀に地理学者ムカッダーシーが「イエメンのバグダード」と喩えるほどの繁栄であったという。その後も着実に学術都市として発展し、12世紀の地理学者イドリースィーも紅海交易で賑わう様子を伝え、ヒジャーズ地方、エチオピア、エジプトの商人がザビードを訪れ、エチオピアの奴隷、インドの香辛料、中国から輸入された物品が取引されていたことを記録している。また1173年から1228年のアイユーブ朝による支配期に、この地域で最初のマドラサがザビードに建設されたが、当時の建築物は大モスクのミナレットを除いて失われた。

### ラスール朝以降
ザビードは、13世紀から16世紀にかけてこの地を支配したラスール朝とターヒル朝の2つの王朝のもと最盛期を迎えることになる。アイユーブ朝期までのザビードに建てられていた宗教・学術施設の数は少なかったが、ラスール朝の統治下で町の様子は大きく変わる。ラスール朝はモスクやマドラサといった宗教施設を次々と建設し、市場などの都市整備も積極的に進めた。ラスール朝時代には新たな施設の建築だけでなく、荒廃した過去の政権の施設の修復事業も行われた。ラスール朝がこのような政策を行った理由については、宗教的な政策によって支配の正当性を高めようとしたという説や、スンナ派の王朝として、イエメン北部を支配していたザイド派政権への対抗上行ったとする説などがある。
この結果、14世紀後半にはザビードは4つの門を持つ全長約9kmの城壁で囲まれ、200以上のモスクやマドラサが林立する教育・宗教の一大都市となっていた。各地から人が集まり、その中には『三大陸周遊記』で知られるイブン・バットゥータのような人物もいた。14世紀にこの地を訪れたバットゥータは、町の環境と住民の性質を称賛した。『三大陸周遊記』では、果樹園、ナツメヤシの林、豊かな水が存在する町として述べられている。また、この地でシャーフィイー学派のイスラーム法学が盛んであったことは、人的交流のあった東南アジアでシャーフィイー学派が広まる一因にもなった。アシュラフ・イスマーイール在位中に行われた調査によると、当時のザビードの宗教・学術施設の数は240に達していた。
ラスール朝の後に成立したターヒル朝もラスール朝と同様にザビードの整備に力を入れ、国費による宗教施設の修繕や給水などの都市設備の整備を行っていた。ターヒル朝の君主はイエメンにもたらされていない著名な書物を買い付け、ザビードで筆写を行わせていた。しかし、16世紀前半に対ポルトガルの拠点を求めるマムルーク朝がイエメンに侵攻し、1516年にザビードはマムルーク朝の軍による破壊、略奪によって大きな被害を受けた。翌1517年にはターヒル朝自体が滅亡し、権力の庇護を失ったザビードは徐々に衰退していくことになる。
オスマン帝国の支配下に入った後、イエメンを代表する都市の地位はサナアに移り、ザビードは忘れ去られていった。

## 建築物

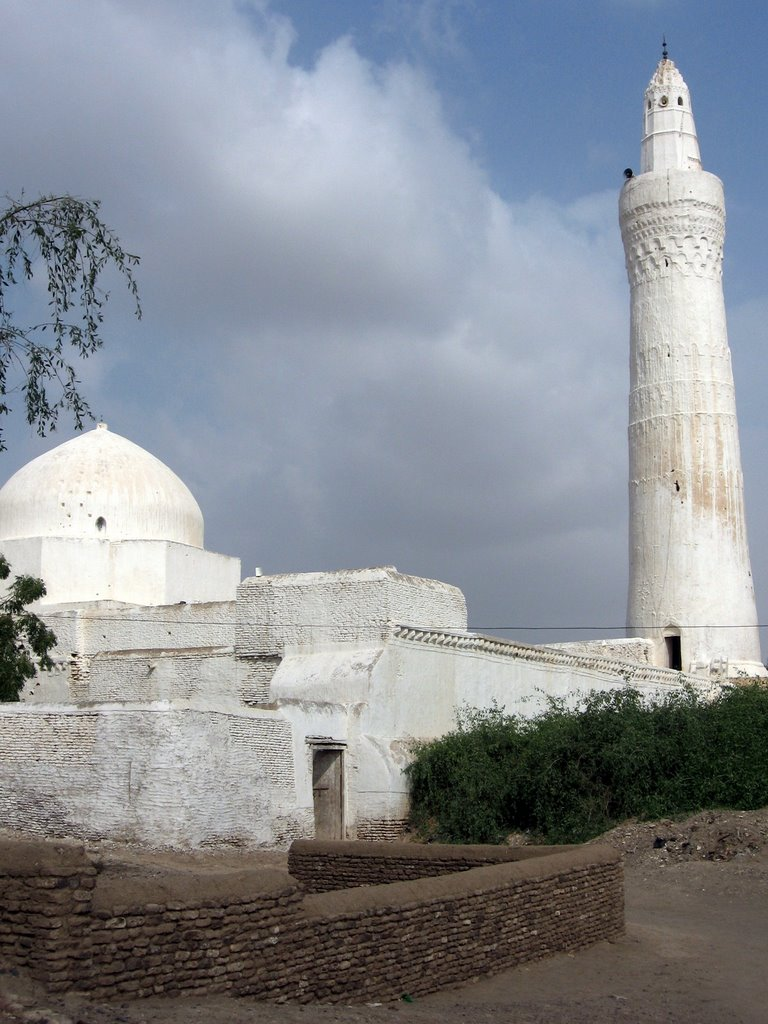
ザビードのモスク

町は城壁で囲まれ、中心部には大モスクやシャーフィイー学派のマドラサ（神学校）であるザビード大学など、往時の繁栄を偲ばせるものが存在している。町の規模に比べてモスクの数が多く、サナアに次いで多い86のモスクが存在する。大モスクからアル・アシャエル・モスクまでの道にはスーク（市場）が広がっている。
ラスール朝代のザビードでは独自の建築様式が発達したが、後世まで残った建物は少ない。ラスール朝期のものと思われる14のモスクは平屋根を有しており、イエメンを代表する宗教建築物として名高い。
ザビードの一般住居（ムラバス）は、積み重ねられたレンガを漆喰で白く塗り固め、その上を幾何学模様のレリーフで装飾されている点に特徴がある。ムラバスに囲まれた狭い路地は、迷路にも例えられている。シンプルな外観とは反対にムラバスの内装と家具は華やかであり、天井は絵画で彩られている。住宅の中庭と屋内には、セリールという家長専用の長椅子が置かれている。一般の住宅の多くが平屋であり、裕福な人間だけが多層階建の住宅に住んでいた。

### 主な建築物
- 大モスク（金曜モスク） - 中央のドームの回りを小ドームが囲む建築様式には、オスマン建築の影響が見られる[17]。
- アル・アシャーイル・モスク - ザビード最古のモスク。イスラーム化前のイエメンで信仰されていた土着宗教の礼拝所跡に建てられていると考えられている[6]。
- ナスル城（ナスル宮殿） - 15世紀に建設
- ドネダル・モスク
- ファーティニーヤ・マドラサ - ラスール朝の時代に完成

## 登録基準
ザビードは、｢古都ザビード｣として1993年にUNESCOの世界遺産に登録された。しかし、建物の荒廃や都市の近代化など、伝統的景観が変化しつつある一方で保存体制は貧弱である。旧来の住宅の約40%はコンクリート建に改築され、古い家屋や市場も保全が行き届いているとは言い難い状況にある。また、地震による被害も懸念されている。そのため、2000年に危機遺産に登録された。
この世界遺産は世界遺産登録基準のうち、以下の条件を満たし、登録された（以下の基準は世界遺産センター公表の登録基準からの翻訳、引用である）。
- (2) ある期間を通じてまたはある文化圏において、建築、技術、記念碑的芸術、都市計画、景観デザインの発展に関し、人類の価値の重要な交流を示すもの。
- (4) 人類の歴史上重要な時代を例証する建築様式、建築物群、技術の集積または景観の優れた例。
- (6) 顕著で普遍的な意義を有する出来事、現存する伝統、思想、信仰または芸術的、文学的作品と直接にまたは明白に関連するもの（この基準は他の基準と組み合わせて用いるのが望ましいと世界遺産委員会は考えている）。